# Politikåret 2001

## Händelser

### Januari
- 1 januari - För ett halvår övertar Sverige ordförandeskapet i EU. Man satsar på de tre frågorna om EU:s östutvidgning, sysselsättningen och miljön.
- 2 januari - Vid opinionsundersökning i Finland är 57 % för Euro, 40 % emot.[1]
- 3 januari - I USA svärs Hillary Clinton som första presidentfru in i USA:s kongress som senator i New York.[1]
- 6 januari - Svenska Attac bildas på ABF i Stockholm.[1]
- 10 januari - I Sverige avslöjas att Miljöpartiets talesperson Yvonne Ruwaida att hon i sin tjänst som ledamot av Sveriges riksdag inte lämnat in kvitton för taxiresor och hotellvistelser. Det oredovisade beloppet uppgår till 275 0000 SEK, och en ångerfull Yvonne Ruwaida menar att hon kastat kvittona i pappersinsamlingen.[1]
- 13 januari - Litauen firar 10-årsjubileet av kampen som ledde till självständighet från Sovjet.[1]
- 14 januari - I Sverige avslöjas att Miljöpartiets talesperson Yvonne Ruwaida under två års period åkte taxi för 130 260 SEK.[1]
- 17 januari
  - Tyske utrikesministern Joschka Fischers förflutna som vänsteraktivist uppmärksammas igen då journalisten Bettina Röhl, dotter till Ulrike Meinhof, publicerar ett fotografi där Joschka Fischer slår ner en polis under 1970-talets gatuprotester.[1]
  - President Bill Clinton befordrar postumt Kapten Meriwether Lewis från Löjtnant till Kapten.
- 20 januari - George W. Bush efterträder Bill Clinton som president i USA.[1]
- 21 januari - Sydafrikas köp av 28 Jas 39 Gripen från Sverige håller på att utvecklas till politisk kris, då korruption misstänks sedan köpet blivit dyrare än beräknad. Sydafrikas president Thabo Mbeki utesluter att Heathkommissionen skall få delta i utredningen.[1]
- 25 januari - Ryssland återfår rösträtten i Europarådet, som man fråntogs i april år 2000 som protest mot stridigheterna i Tjetjenien.[1]
- 29 januari - Chiles tidigare diktator Augusto Pinochet häktas återigen, och har satts i husarrest, anklagad för 57 mord och 17 kidnappningar av oppositionella.[1]

### Februari
- 8 januari - Sveriges riksdags revisorer riktar skarp kritik mot Näringsdepartementets hantering med konsulttjänster av affären Telia-Telenor.[1]
- 21 januari - Ehud Barak, avgående premiärminister i Israel, meddelar att han lämnar politiken.[1]

### Mars
- 1 mars - 40 afrikanska presidenter och regeringschefer samlas i Libyen för att diskutera bildandet av en afrikansk union.[1]
- 2 mars - De afrikanska ledarna enas om att bilda en panafrikansk union.[1]
- 8 mars - En appellationsdomstol i Santiago de Chile meddelar att Augusto Pinochet, som sitter i husarrest i sitt sommarresidens vid Stillahavskusten, skall ställas inför rätta, men att brottsrubriceringen mildrats från mord och kidnappning till "hindrande av rättvisan".[1]
- 9 mars - Svenska Amnestys förre ordförande Jesús Alcalá misstänks för urkundsförfalskning, en skrivelse är enligt honom skriven av Suzanne Wennberg som är professor i statsrätt vid Stockholms universitet.[1]
- 15 mars - Svenske politikern Carl Bildt kritiseras i egenskap av FN-fredsmäklare på Balkanhalvön för sitt engagemang i Lundin Oil, sedan det kommit fram att allvarliga brott mot mänskliga rättigheter begåtts vid bolagets oljefält i inbördeskrigets Sudan.[1]
- 16 mars - En rapport från människorättsorganisationen Christian Aid beskriver hur Sudans regim mördat och fördrivit tusentals personer i det område där Lundin Oil finns, och kräver att Carl Bildt lämnar sin FN-post.[1]
- 18 mars - Franska vänstern vinner en historisk seger vid borgmästarvalet i Paris efter 130 års borgerligt styre.[1]
- 19 mars - Sveriges socialdemokratiska arbetarepartis partisekreterare Lars Stjernkvist kritiserar Carl Bildt för sitt dubbla engagemang som fredsmäklare i Kosovo och styrelseledamot i Lundin Oil.[1]
- 23 mars - Ryske presidenten Vladimir Putin besöker EU-toppmötet i Stockholm.[1]
- 25 mars - Sverige inträder i Schengensamarbetet.[1]

### April
- 8 april - I Iran arresteras ett 40-tal anhängare av Islamska frihetsfronten, två månader före parlamentsvalet.[1]
- 10 april - I Turkiet, som sedan februari upplever en finanskris, lider av politisk instabilitet. Inget parlamentsparti uppnår spärrgränsen på 10 %.[1]
- 16 april - Filippinernas president Joseph Estrada häktas men släpps fri mot borgen, åtalad för att bland annat ha plundrat statskassan.[1]
- 26 april - Ukrainas parlament röstar igenom en misstroendeförklaring mot president Viktor Jusjtjenko, och den politiska krisen förvärras.[1]
- 27 april - Tusentals kokabönder i Bolivia protesterar mot regeringens förbud mot av kokaodling i las Yungas och Chaparé.[1]
- 29 april - Mexikos parlament antar en lag om indianernas rättigheter, men inget om självstyre eller ekonomiska rättigheter nämns.[1]

### Maj
- 2 maj - Sveriges statsminister Göran Persson inleder ett en veckas långt statsbesök i Nordkorea, och blir förste västledare att möta Kim Jong Il.[1]
- 9 maj - I Sverige inleds rättegången mot Jesús Alcalá, som misstänks för bedrägeri, försök till bedrägeri och urkundsförfalskning.[1]
- 10 maj - I Brasilien föreslår Partido dos Trabalhadores Marta Suplicy att Brasiliens 15-20 miljoner homosexuella och transvestiter kan få rätt att gifta sig.[1]
- 26 maj - Båda kamrarna i USA:s kongress röstar för de största skattesänkningarna i USA sedan 1981, kritik riktas från Demokraterna som befarar nedskärningar på skola och omslag.[1]
- 27 maj - Oldham i norra England i Storbritannien lamslås av raskravaller då cirka 500 ungdomar av asiatiskt ursprung, beväpnade med bensinbomber, tegelstenar och andra tillhyggen, slåss mot kravallpolis. Upploppen har sin grund i hög arbetslöshet och etniska motsättningar.[1]

### Juni
- 5 juni - Botswanas president Festus Mogae tillkännager att alla drabbade skall få gratis AIDS-bromsmedicin.[1]
- 11 juni - Frankrikes premiärminister Lionel Jospin meddelar vid en familjekonferens att Frankrikes pappor från kommande år skall få rätt till 14 dagars föräldraledighet, i stället för tre som tidigare. Sociologerna börjar fråga hur könsrollerna och företagskulturen i Frankrike skall påverkas.[1]
- 14 juni - EU-toppmötet i Göteborg inleds. Samtidigt inleds demonstrationer mot mötet, varvid en mängd demonstranter härjar i staden under kravallartade former. Under de så kallade Göteborgskravallerna[1] omhändertas cirka 1 000 personer av polisen och 80 förs till sjukhus. Butiker och offentliga platser förstörs.
- 29 juni - På Internationella givarkonferensen i Haag lovar EU samt Japan och USA ekonomiskt stöd till Jugoslavien i form av lån och kreditgarantier.[1]

### Juli
- 9 juli - Över 40 afrikanska ledare möts i Zambia för att hålla toppmöte och bilda Afrikanska unionen.[1]
- 12 juli - Exkung Simeon II blir ny premiärminister i Bulgarien.[1]
- 20 juli - Protester mot G8:s möte i Genua, 23-årig aktivist skjuten till döds.[1]
- 22 juli - Indonesiens president Abdurrahman Wahid, som hamnat inför riksrätt för korruption och inkompetens, utlyser undantagstillstånd i Indonesien och upplöser den lagstiftande församlingen. Polis, militär och ledande politiker följer inte beslutet.[1]
- 23 juli - Indonesiens president Abdurrahman Wahid avsätts av MPR, det högsta beslutande organet.[1]

### Augusti
- 5 augusti - Iran står inför konstitutionell kris sedan den andlige ledaren Ali Khamenei lagt ett formellt hinder mot återvalda reformpresidenten Mohammad Khatamis regeringsbildning. Parlamentet har sag nej till att välja två konservativa till Väktarrådet, och Mohammed Khatami säger att det måste vara fulltaligt då presidenten svär sin ed.[1]
- 6 augusti - I Bangkok antar Thailands nationalförsamling en lag som reglerar rättegången mot Röda khmererna efter hot om uteblivet bistånd från Japan och USA samt EU och Asiatiska utvecklingsbanken.[1]
- 8 augusti - Irans president Mohammad Khatami svär presidenteden, och varnar för inskränkta synsätt och våldsmetoder.[1]
- 13 augusti - Sveriges finansminister Bo Ringholm meddelar att svenska regeringen ska sänka skatterna med 20 miljarder SEK, och backar bland annat om den höjda fastighetsskatten, dessutom skall förmögenhetsskatten sänkas.[1]
- 30 augusti - I Sverige presenteras Temos väljarbarometer för augusti. Miljöpartiet hamnar under Sveriges riksdags partispärr på 4 %.[1]

### September
- 2 september - Svenska regeringens förhandlingar med Miljöpartiet och Vänsterpartiet leder till flera skattesänkningar och förbättringar för barnfamiljer.[1]
- 11 september - USA utsätts för de värsta terroristattackerna någonsin, på amerikanskt territorium, då två flygplan flygs in i World Trade Center i New York och ett i försvarshögkvarteret Pentagon i Washington, D.C. 2.986 människor omkommer i dessa attacker.
- 20 september - Sveriges finansminister Bo Ringholm presenterar svenska regeringens höstbudget.[1]

### Oktober
- 7 oktober - USA anfaller Afghanistan.
- 18 oktober - De protestantiska ministrarna lämnar Nordirlands regering i protest mot att IRA inte inlett avväpning.[2]
- 19 oktober - Tysklands förbundsdag beslutar att från kommande årsskiftet legalisera prostitution, som därmed klassas som yrke.[1]
- 29 oktober - EU:s utrikesministrar varnar Robert Mugabes regim i Zimbabwe och kräver våldets och farmockupationernas omedelbara upphörande samt insläppandet av EU-observatörer inför kommande presidentval i mars 2002. Sedan september 2001 har 829 nya överfall mot farmare meddelats och regimen planerar att beslagta 500 farmar ägda av vita.[2]

### November
- 6 november - En tidigare okänd grupp, Antifascistiska kommittén för barnens rättigheter, tar på sig stölden av träskulpturer i Lidens kyrka den 30 oktober 2001 och kräver att det skall bli lättare för icke-svenska pappor att umgås med sina svenska barn, annars hotar man med att bränna träskulpturerna, som "tagits i beslag".
- 17 november - Italiens premiärminister Silvio Berlusconi frias av Italiens högsta domstol, anklagad för korruption och mutor av rättsväsendet. Preskriptionstiden sänks från tio still sju år, med argumentet att mutade domare var vardagsmat i Italien just tio år tidigare.[2]
- 23 - En EU-toppdelegation, ledd av utrikesföreträdaren Javier Solana samt belgiska utrikesministern Louis Michel, möter Zimbabwes president Robert Mugabe. Robert Mugabe uppmanar EU-företrädare att håll sig borta från Zimbabwe, och icke-zimbabwiska journalister får inte längre inresetillstånd, och även zimbabwiska journalister stoppas i sitt yrkesutövande.[2]

### December
- 11 december - Kina går med i Världshandelsorganisationen.
- 20 december - Argentinas president Fernando de la Rúa avgår efter kravallerna i den ekonomiska krisens spår.[2]
- 23 december - Peronistpartiets Adolfo Rodríguez Saá blir ny president i Argentina, och ställer omedelbart in betalningarna utlandsskulderna. Devalvering av peson hotar.[2]
- 29 december - Argentinas nya regering avgår efter svåra kravaller i Buenos Aires, där regeringshuset och kongressbyggnaden vandaliseras.[2]

## Val och folkomröstningar
- 6 februari - Högerledaren Ariel Sharon väljs till premiärminister i Israel med 59,5 %. Arbetarpartiets Ehud Barak får 40,5 %.[1]
- 13 maj - I Italien segrar Silvio Berlusconis högerkoalition "Frihetens hus" vid parlamentsvalet.[1]
- 29 maj - Vid en folkomröstning röstar invånarna på den danska ön Bornholm för att slå samman öns fem kommuner till en, och därigenom bilda Bornholms regionkommun.
- 7 juni - Labour behåller regeringsmakten efter valet i Storbritannien.
- 9 juni - I Iran återväljs Mohammad Khatami med 77,3 % vid presidentvalet.[1]
- 17 juni - I Bulgarien vinner tidigare kungen Simeon II parlamentsvalet med alliansen NMS II.[1]
- 31 juli - I Zimbabwe vinner Robert Mugabes parti Zanu-PF årets femte val. Oppositionen har trakasserats alla gånger, och denna valdag angrips lokalkandidaten i Biandura samt 21 anhängare.[1]
- 28 juli - Alejandro Toledo Manrique blir vald till president i Peru.
- 10 september – Vid Stortingsvalet i Norge gör norska arbetarpartiet sitt sämsta val sedan 1924 och får bara 22,5 % av rösterna, mot 35 % 1997. Det ifrågasätts om 42-årige Jens Stoltenberg kan fortsätta leda partiet. Høyre gör rekordval med 21 %, mot 14,3 % 1997. Tillsammans med Kristelig folkeparti, Venstre och Fremskrittspartiet blir det borgerlig majoritet i Norges storting med 87 av 165 mandat.[1]
- 25 september – I Norge ger Høyre, Kristelig folkeparti och Venstre upp försöken att bilda en borgerlig koalition efter att man är oense om vem som skall vara statsminister, samt skatte- och jordbruksfrågor samt regionalpolitik.[1]
- 5 november - Liberalen och vicepresidenten Enrique Bolaños segrar klart i Nicaraguas presidentval. Han lovar kamp mot korruptionen.[2]
- 20 november – Folketingsvalet i Danmark leder till borgerlig storvinst, och maktskifte. Liberala Venstre får för första gången fler röster än Socialdemokratiet, vilka förlorar regeringsställningen efter nio år. Invandrarkritiska Dansk folkeparti går framåt starkt, blir tredje största parti, och väcker uppmärksamhet i Europa.[2]

## Organisationshändelser
- 19 januari -  I Sverige meddelar Lennart Daleus att han avgår som partiledare för Centerpartiet, sedan partisekreteraren hoppat av, och hans ledarskap kritiserats.[1]
- 19 mars - I Sverige väljs Maud Olofsson från Robertsfors till partiledare för Centerpartiet vid en extra partistämma. Hon efterträder Lennart Daléus.[1]
- 29 mars - I Sverige noteras Centerpartiet, som fått en ny ordförande vid namn Maud Olofsson, till 6,8 % enligt DN/Temos undersökning, jämfört med 4,4 % i februari. Hennes glada och positiva framtoning i media anses vara orsaken, då partiets politik är densamma som tidigare.[1]
- 21 april - I Malmö omhändertar svenska polisen 224 personer vid protest mot EU och EMU. Flera personer uppger att de blivit slagna av polisen och förs till sjukhus, dock utan allvarligare skador.[1]
- 22 april - Sveriges justitieminister Thomas Bodström säger sig vara upprörd över uppgifterna om polisvåld mot gårdagens demonstranter i Malmö, men också demonstranternas attacker mot polishästarna.[1]
- 13 maj - I Sverige ökar väljarnas stöd till Centerpartiet, och man talar om den så kallade Maudeffekten då partiet uppnår 7,9 % i senaste SIFO-mätningen.[1]
- 13 augusti - I Sverige uppmanar Folkpartiets Stockholmsavdelning Lars Leijonborg att avgå, och föreslår i stället Jan Björklund.[1]
- 15 december - I Sverige presenteras en undersökning från SIFO. Stöder för Sveriges socialdemokratiska arbetareparti har stigit från 36,6 % i augusti 2001 till 39,8 %, ett rekordstarkt stöd för Göran Persson. Centerpartiet tappar 0,9 % till 5,9.[1]

## Avlidna
- 18 januari – Laurent-Désiré Kabila, Kongo-Kinshasas president 1997–2001, ihjälskjuten av livvakten.[1]
- 7 juni – Víctor Paz Estenssoro, Bolivias president 1952–1956, 1960–1964 och 1985–1989.
- 10 juli – Alvaro Magaña Borja, El Salvadors president 1982–1984.
- 12 juli – Paul Magloire, Haitis president 1950–1956.
- 20 september – Marcos Pérez Jiménez, Venezuelas president 1953–1958.
- 29 september – Nguyen Van Thieu, Sydvietnams president 1967–1975.
- 1 november – Juan Bosch, Dominikanska republikens president 27 februari–25 september 1963.
- 17 oktober – Rehavam Ze'evi, 75, Israels utrikesminister (ihjälskjuten).[2]
- 20 december – Léopold Senghor, Senegals president 1960–1980.

### Fotnoter
1. 1 2 3 4 5 6 7 8 9 10 11 12 13 14 15 16 17 18 19 20 21 22 23 24 25 26 27 28 29 30 31 32 33 34 35 36 37 38 39 40 41 42 43 44 45 46 47 48 49 50 51 52 53 54 55 56 57 58 59 60 61 62 63 64 65 66 67   När Var Hur 2002. DN
2. 1 2 3 4 5 6 7 8 9 10   När Var Hur 2003. DN